# Франсоа Рабле
Франсоа Рабле (фр. François Rabelais; Шинон, Ендр и Лоара, око 1494—Париз, 9. април 1553) био је француски хуманиста, писац, лекар и монах. Први је велики француски прозаиста и један од најзначајнијих писаца француске ренесансе. У младости је био монах, фрањевац па бенедиктанац. Рано је показао интерес за античке језике (грчки, латински, хебрејски) и природне науке. Осумњичен да чита јеретичке књиге, напушта манастир (брлог лењости и похоте) и спријатељује се с истакнутим хуманистима.

## Биографија
Рабле је рано остао без мајке и у деветој години послат је у фрањевачки манастир где је савладао латински и почео да учи грчки језик. Међутим, Фрањевци су грчки језик сматрали за јерес и одузели су му грчке књиге због чега је он учење језика, историје природе и медицине наставио тек с преласком код либералних бенедиктинаца. Имао је безгранично поверење у природу и науку и био је поклоник антике, увек жедан нових сазнања.
Друштвено-политичке прилике, као и противуречности феудалног система, уз верске ратове, одразили су се на лични живот самог Раблеа. Иако је био свештеник борио се против цркве, иако је био лекар исмевао је медицину свог времена и упркос непријатељству које је гајио према свештенству замонашио се у 25. години живота, не мењајући своје ставове а ни начин живота. Касније напушта манастир и након три године полаже испит у медицинској школи у Монпељеу после чега је радио као лекар у болници у Лиону. За то време он није прекидао свој научни рад у оквиру ког је проучавао ботанику, архитектуру и археологију.
Године 1532. доктор је у Лиону и професор анатомије. Ту објављује у преводу Хипократове афоризме и „Медицинска писма“ Ђованија Манардија, као и запажен шаљиви алманах ("La Pantagrueline prognostication").
Исте године започиње своје животно дело, фантастично-сатирични роман „Гаргантуа и Пантагруел“, које је писао до краја живота. Својим делом изразио је идеје правде, доброте, човечности, културе и толеранције. Први и други део књиге забранила је француска инквизиција и тада Рабле у страху од њиховог прогона одлучује да бежи. Одлази у Италију као лични доктор бискупа Жана ди Балеа. У Ватикану добија опрост од папе Павла III и убрзо постаје доктор медицине и угледни лекар.
Успева да добије краљевску дозволу да објављује књиге у Француској, међутим, заштита људи на положају није га спасила инквизиције и његове књиге су се и даље спаљивале на трговима.
После дванаест година објављује трећу књигу када људи почињу његове књиге називати „Пантагруелским причама" а он је тај термин дефинисао:„Живи радосно, у добром здрављу, пиј и уживај“.
Опет је морао да се крије од инквизиције и успео је да остави недовршен рукопис четврте књиге издавачу у Лиону. Ту књигу је поред цркве забранио и Парламент. Онима који су га кудили рекао је:„Кажите ми: „Угледни пишче! Нисте паметни ако желите да читамо ове забавне лажи и глупости! Одговорићу да сте паметни таман колико треба да уживате у њима““.
Опет је побегао у Италију у пратњи бискупа Жана ди Балеа. Легенда каже да га је тада папа Павле III питао шта жели на шта је он одговорио: „Екскомуникацију“. „Зашто“, питао је папа, а Рабле је рекао: „То ће ме поштедети ломаче“.
Године 1551. постао је бискуп Медона након чега је у миру завршио четврту књигу.
Незавршивши пету књигу умире од срца у Паризу 1553. године. Његов савременик, Пјер Буланже, говорио је након Раблеове смрти „Потомство ће сматрати да је био лакридијаш, али погрешиће. Пошто је био врло мудар, исмевао је човечанство, људске непромишљене хирове и њихове узалудне наде“.

## Педагошки погледи
Рабле се револуционарно заузимао за нови систем васпитања и наставе и управо се из његовог славног дела „Гаргантуа и Пантагруел“ могу видети нови педагошки погледи. Он је одлучно одбацивао све што омета слободни развој човекове активности сматрајући да човек није рђав већ да по природи садржи добре склоности, које се, уз помоћ васпитања, могу још више развити. Међутим, да би се код детета развиле психичке и физичке диспозиције, неопходно је старати се о телу кроз разне облике гимнастике, трчања, борења, скакања, пливања, бацања копља, гађања луком или јахања. Сматрао је да је детету потребно и естетско и морално васпитање за које је налазио да је основа у религији и у животу испуњеним радом. Дете треба да стекне све врсте вештина, треба да упозна све врсте занимања и треба да учествује у свим врстама разоноде, али је, пре свега, потребно обимно и темељно васпитање ума.
Рабле жели да свом ученику развије научни дух и карактеристично је да је он образовање схватио што је могуће реалистичније за оно време и управо зато је високо ценио природне науке и уводио свог ученика у познавање свих природних појава. С обзиром на то да је опширно и живо описивао непосредно посматрање природних појава он је наслутио важност очигледне наставе, мада очигледност још није утврдио као наставни принцип. Он је такође захтевао да настава треба да буде занимљива и да води рачуна о склоностима појединца. Пошто је тражио врло широку садржину наставе, истицао је, поред реалистичног образовања, и значај класичне књижевности.
Рабле се веома заузимао за моралну зрелост духа и то се види из његове изреке да „формирана глава више вреди него пуна“ што показује да није ценио целокупно знање, већ само оно што помаже развоју мишљења.

## РоманГаргантуа и Пантагруел
Француски калуђер и доктор лекарства Франсоа Рабле састављао је свој духовити роман Гаргантуа и Пантагруел од 1532, када је имао око 37 година, па до краја свог живота. Последња, пета књига Пантагруела објављена је постхумно. Своју хуманистичку визију човека у том делу писац је градио на супротстављању свему што је запажао у својој околини, конкретној стварности његове епохе.
Иако је његов роман писан током 20 година и са многим прекидима он никада није одступио од своје првобитне замисли – кретања ка доле, у дубину земље, и људског тела. Тим кретањем су захваћене све слике и метафоре, а силазак у храм Божанске Боце само је сумирање целокупне тематике.
Раблеу је као извор за дело послужило усмено предање о џину Гаргантуи и књижица непознатог аутора о невероватним догодовштинама џина Гаргантуе. Име Пантагруела је синоним за злог духа који има власт над водом у средњовековним мистеријама, легендама и фарсама.

### Радња романа
У свом делу Рабле говори о краљу који је позвао учене схоластичаре и попове да васпитају његовог сина Гаргантуу. Режим живота који су схоластичари предвидели за Гаргантуу састојао се у томе да је он устајао касно, доручковао, ручао и вечерао до преједања, играо карте и спавао током дана. Оваквим начином живота схоластичарима је било потребно пет година како би научили Гаргантуу писму, а неколико десетина година за изучавање схоластичких уџбеника, које је он тако добро савладао да је могао да их репродукује и обратно. Међутим, режим живота и васпитање се потпуно мењају када Гаргантуа добије учитеља новог типа. Гаргантуа почиње да се бави физичким вежбама, устаје рано и умерено доручкује, након тога шета са својим учитељем и разговара о науци, затим изучава читав низ наука читајући књиге и водећи разговоре о занимљивим темама. Рабле је тиме желео да укаже на реалистичну слику васпитања које је захтевало ново време.

## Рабле и Бахтин
Целокупан систем његових слика присно је везан за народне изворе, што га смешта међу творце нових европских књижевности. Бахтин настоји да загонетку Раблеовог дела реши помоћу проучавања ових народних извора, и том приликом их дели на три врсте 1. Обредно представљачке форме (карневал, улични гегови и сл) 2. Књижевно-смеховна дела – усмена и писана, на француском и латинском и 3. форме уличног говора.
Раблеов нарочит тип сликовности и естетичке концепције стварности Бахтин назива гротескним реализмом. Главна особина гротескног реализма је модернизација материјално-телесних слика у књижевности ренесансе. Материјално-телесно је ту позитивно начело, универзално и општенародно – супротстављено свакој апстрактној идеалности. Његов носилац је народ. Превођење на материјално телесни план постиже се поступком снижавања. Тако све високо, духовно, идеално, и апстрактно бива преведено. Снижавање сеје и сахрањује у земљу. Убија и поново рађа. Спушта све у оно доле које је и смрт и ново рођење.

## Гротескна слика
Схватити Раблеа значи добро разумети начела конструкције гротескне слике. Она приказује предмет у стању промене, између смрти и рађања, раста и настајања. Две њене основне црте су однос према времену и амбивалентност. Линеарном времену цикличног рађања и умирања, амбивалентност даје моћ да изрази историју и историјске смене. Симбол ове слике је трудна старица са осмехом у теракоти – смрт која рађа – ту је живот приказан као амбивалентан унутрашње противречан процес. Два тела у једном – то је основна тенденција гротескне слике. Једно које умире, и једно које расте у утроби.
На гротескној слици тело је приказано као да прераста себе и спаја са свим светом – посебно на местима телесних отвора, и нагонским радњама када се открива његов суштина – При прдењу, једењу, сексу, порођају... Двојно тело је измешано са светом и оваплоћује и представља читав материјални свет као апсолутно доле.
Гротескну слику обележавају хиперболизми – у самом почетку свог дела, Рабле даје галерију гротескно увеличаних делова тела у генеалогији првих дивова. То гротескно тело је незавршено, променљиво, оно је у настајању, а у Раблеовим гротескним сликама претежно су у питању доњи делови тела.
Разјапљена уста и гутање имају главну улогу јер су они врата ка доњем делу, паклу тела. Такав призор је и онај који помиње Ауербах при објашњавању Раблеовог приказивања стварности – када писац Алкофрибас улази Панагруелова уста и у њима живи 6 месеци.

## Подсмех ииронија
Превладавши смехом схоластику, Рабле је раскрчио пут за тријумф својих народних дивова. Гаргантуа се васпита хуманистички код Еудаемона, а у његовим париским епизодама исмејани су “Сорбонићи” представници схоластике, посебно у сцени са звонима Нотр Дама, и говору Јанка Клаћеног-Недоклаћеног. Образовање које се препоручује оличено је у Гаргантуином писму Пантагруелу, о учењу језика и слободних вештина. Преовладавање новог је и у Телемској опатији коју брат Јован хоће да оснује насупрот свим опатијама које су до тада постојале, и то, тврдоглаво, директнос супротно дотадашњим канонима живот калуђера.
Кроз Панургијеву оду дуговима коју преноси на читав свемир и људски организам Рабле се подсмева и тадашњим органицистичким теоријама друштва која се користе за учвршћивање владајућег поретка. Савез Пантагруела и Панургија јесте и савез дивовске снаге и тежњи народа који оштрином свог сатиричког виђења разобличава феудално друштво и његове институције.
Кроз Ентелехију, краљевину Овејане Суштине Рабле се подсмева “храњењу апстракцијама и лечењу певањем”, а насупрот овог неплодоносног краљевства је двор Гастера кроз чије проналаске Рабле представља историју развитка људске цивилизације. И тој снази се смеје, увидевши њену ограниченост и пролазност.

## Рабле иКарневал
У сликама мокраће и измета у Раблеовом делу чува се суштинска нераскидива веза са рођењем, плодношћу и обновом. Ту је измет материја између неба и земље, живог и мртвог, а пражњења и обасипања њиме играла су велику улогу у карневалу луда.
Улични говор у Гаргантуи и Пантагруелу настао је у посебном илегалном језику карневала. Међу најбрилијантнијим примерима су пролози у стилу лакрдијашког извикивача и вашарског продавца. Ова народна реклама је сва у суперлативима, али увек иронична, она се смеје сама себи. На пример, у прологу Пантагруелу описују се начини како се Летопис може користити при лечењу зубобоље или сифилиса. Пролог се завршава одвратним, вулгарним проклетством свим онима који слепо не поверују све оно што у књизи пише.
Псовке се углавном односе на аспекте људског тела – клетве читаоцима изазивају болести, сакате тело, или терају у Пакао. У зависности од књиге примаоци ових клетви су апстрактни неверни читаоци, идеологије или конкретне личности’
Одличан пример снижавања је крађа звона Нотр Дама – типичан карневалски гест који у себи обједињује свргнуће-уништење са обнављањем и ускрсавањем на новом материјално телесном плану. Батине и туче постоје у равни која нема животно обележје већ је народско-празнични карневалски систем. Краљ је лакрдијаш ког народ бира, руга му се и на крају га туче и пресвлачи. Те батине су симболичко умирање старог краља, а прерушавање је рађање, нова младост.
Рабле приказује свргнућа два краља. Чемер-Љутице и Анарха. Први, пошто успе да побегне, убије коња, покуша да убије магарца, али га воденичари претуку и пресвуку. Тако он постаје роб. Анарха пресвлачи Панургије и чини од њега продавца зеленог соса.
Дакле, туча је карневалско рашчлањивање тела, у коме су оштећени делови побројани. Тако Јован бранећи виноград прави покољ и претвара крв у вино.. Пошто направе ломачу за 660 витезова Пантагруел и друштво праве гозбу. Панургијева турска епизода увијена у сланину је таква травестија мучеништва и чудеса.
Из Дијаблерије, дела средњовековног мистерија у којој су сиромаси прерушени у ђаволе харали градовима, настаје и повест о Вијону и његовој освети попу који није хтео да позајми костим за његову представу. Рабле са својим романом поступа као и Вијон – користи народно празнични систем слика да се обрачуна са својим непријатељем – готским веком.
У стварности, владајући систем не види сопствени крај и сопствену комику (налик на фарсу Јанка Сорбонца коју само он не види. Он не уме нити хоће да се смеје. За свој рад овај карневалски лик добија карневалску награду – кобасице, чакшире и вино. Овде се може говорити о Раблеовом подсмеху као противтежи владајућој озбиљности. Говор Јанка Клаћеног Недоклаћеног је пародија на вештину аргументовања, али је и вешт приказ слике већ немоћне старости која чини сорбонца старим краљем који је постао лакрдијаш. Сви ликови које Рабле черечи и убија представници су двотелесног света који умирући рађа, а слике фиксирају сам тренутак прелаза који садржи оба пола. Пошто се батина и грди свет који рађа, батине и поруга се преобраћују у празничну смеховну радњу.
Тако и Незајазова жена умире на порођају после празника клања стоке. Утроба је храна (шкембићи), утроба испада (чмар). Утроба рађа (рођење Гаргантуе). Слика изнутрице игра велику симболичку улогу у гротескном реализму. Црева су човекова унутрашњост, живот. Као и пражњење и измет. Клање утробе је смрт, а њена оплодња је рођење. Највећи парадокс је једење шкембића – када утроба једе утробу, чиме се нераскидиво везују живот, смрт, јело, и рођење.
Вино и хлеб, тело и крви Исуса, постају део невероватне травестије – борбе пекара и виноградара која је повод за рат између Гаргантуе и Чемер-Љутице.